# (23608) Alpiapuane
(23608) Alpiapuane est un astéroïde de la ceinture principale.

## Description
(23608) Alpiapuane est un astéroïde de la ceinture principale. Il fut découvert le 15 janvier 1996 à Cima Ekar par Maura Tombelli et Ulisse Munari. Il présente une orbite caractérisée par un demi-grand axe de 2,55 UA, une excentricité de 0,13 et une inclinaison de 13,5° par rapport à l'écliptique.

## Compléments